# Batman vs. Bigby! A Wolf in Gotham
Batman vs. Bigby! A Wolf in Gotham (с англ. — «Бэтмен против Бигби! Волк в Готэме») — ограниченная серия комиксов, которую в 2021—2022 годах издавала компания DC Comics под импринтом DC Black Label. Сценарием занимался автор комиксов Fables — Уильям Уиллингем. По сюжету Бигби Волк прибывает в Готэм-Сити в поисках опасной книги заклинаний, за которой также охотятся таинственные злодеи. Он сталкивается с Бэтменом, и сначала у них происходит конфликт, но позже они объединяются против общей угрозы. Комикс получил смешанные отзывы критиков, которые, в основном, отмечали некоторые недостатки в истории, но благосклонно отнеслись к работе художников и подчёркивали старый дух Fables.

## Сюжет
В Готэме планируется литературный фестиваль. Бэтмен и Робины начинают расследование убийства в заброшенном здании. За ними скрытно наблюдает Бигби Волк. Тем временем банда Книжного червя допрашивает своего пленного по поводу таинственной книги. Мисс Стэкс переживает, что подчинённые Червя отвернутся от него, если узнают, кто он на самом деле. Гордон знакомит Бэтмена с Лейтенантом Молли Грейс, которую перевели из Детройта на помощь в деле об убийствах, совершённых оборотнем. Банда Книжного червя, не узнав ничего от заложника, избавляется от него. Когда полицейские уходят, Бигби показывается Бэтмену, и последний сразу же бросается на подозреваемого. После недлительной схватки, Бэтмен оглушает Бигби усыпляющим газом. В себя тот приходит уже в Бэт-пещере.
Альфред будит Брюса Уэйна и показывает ему, что в пещере разгром. Бигби сбежал. Дик тренирует своих учеников, и прибывший Бэтмен рассказывает ему о случившемся. Тем временем Бигби выпытывает у бандита информацию о местонахождении чёрного рынка магических предметов, куда затем отправляется за таинственной книгой и, не найдя её, устраивает там драку. После он встречается с агентом Золушкой, которая находится в Готэме под прикрытием как Молли Грейс. Она даёт наводку, где искать Бэтмена. Брюс Уэйн приходит в ратушу на мероприятие мэра, но там его настигает Бигби. Последний говорит, что знает о тайной личности Уэйна, поскольку чувствует его запах, и они выходят поговорить на балкон. Бигби просит Бэтмена не вставать у него на пути, но в этот момент банда Книжного червя взрывает несколько бомб в городе.
Террористы атаковали несколько библиотек. Бэтмен и Бигби разделяются, а Робины отправляются к одному из взорванных зданий. Там они видят пробивающего стену гигантского волка. Полиция открывает по нему огонь. Один из выживших рассказывает, что Бигби спас их, приказав схватиться за его хвост, и вывел гражданских, но полиция в это не верит. Литературный фестиваль Готэма откладывается. В разговоре с Гордоном и Грейс Бэтмен предполагает, что за всем стоит Книжный червь, поскольку информаторы из банд других суперзлодеев ничего не знают, а нападение на библиотеки — стиль Книжного червя. Он также добавляет, что информатор из банды Червя недавно вышел на пенсию. Помимо этого, Бэтмен решает убить Бигби, так как не собирается терпеть монстров в своём городе. По его приказу Робины загоняют Бигби к их оружейному складу, где Тёмный рыцарь вновь применяет слезоточивый газ, однако в этот раз волк не поддаётся химикату и решает покончить с Бэтменом.
Книжный червь радуется, что Бэтмен отвлёкся на волка. В тот момент Бигби собирается разделаться с Бэтменом, но супергерой взрывает свой реактивный костюм, вырубая гиганта. Однако тот быстро регенерирует и приходит в себя в облике человека. Тогда герои объясняются и едут в Бэтмобиле, догадываясь, что их стравили друг против друга. Гордон решает запереть оставшиеся ценные книги Готэма в одном месте. Бигби рассказывает, что прибыл с друзьями из другого мира после того, как при взрыве их библиотеки на волю вырвались разные существа и рассеялись магические артефакты: сейчас ему осталось найти опасную книгу заклинаний. Бэтмену сообщают, что доставляется последняя партия книг, и он отправляется туда с Бигби. Банда Книжного червя проникает в охраняемое здание под видом агентов из KAFKA, организации по борьбе с вредителями, и сталкивается с героями, которые первыми добрались до книги заклинаний.
Тем не менее, Книжному червю весьма просто удаётся справиться с Бэтменом и Бигби, что удивляет Тёмного рыцаря. Злодей использует некое заклинание против них и скрывается. Робины вытаскивают Бэтмена из здания и отвозят его в лазарет. Примерно через две недели Бигби возвращается в бэт-пещеру, где восстанавливается Брюс Уэйн. Последний не понимает, почему Книжный червь всё ещё не применяет могущественную книгу. Тот тем временем общается со своей помощницей мисс Стэкс, которой благодарен за верность, в отличие от других, сбежавших после того, как Червь задел их заклинанием. Он говорит, что ему нужно немедленно провести ритуал, и снимает шляпу, под которой на макушке злодея оказывается ещё одно говорящее лицо. Бэтмен же просит Бигби покинуть город, когда всё закончится, также раскрывая, что знает про личность Молли Грейс. На крыше здания они догадываются, что с Книжным червём что-то не так, и он не тот, за кого себя выдаёт.
Бэтмен и Бигби врываются к Книжному червю и мисс Стэкс, которые перевоплощаются в чудовищ. Последняя оказывается матерью Гренделя. Тем временем Робины ловят последних подручных Книжного червя. Бэтмену удаётся победить монстров, снова взрывая свою реактивную броню, однако Книжный червь скрывается. В пещере Бэтмен и Бигби понимают, что Книжный червь одержим кем-то. Золушка преследует Книжного червя и убивает, отнимая книгу. Она приносит её и череп злодея героям, и Бигби выводит из него дух Фрау Тотенкиндер, которая стояла за всем этим. Она хотела вновь стать живой и избавиться от своей призрачной сущности. В ту же ночь Бигби, Золушка и Тотенкиндер покидают Готэм. Бэтмен надеется, что больше не встретится с ними.

## История публикаций

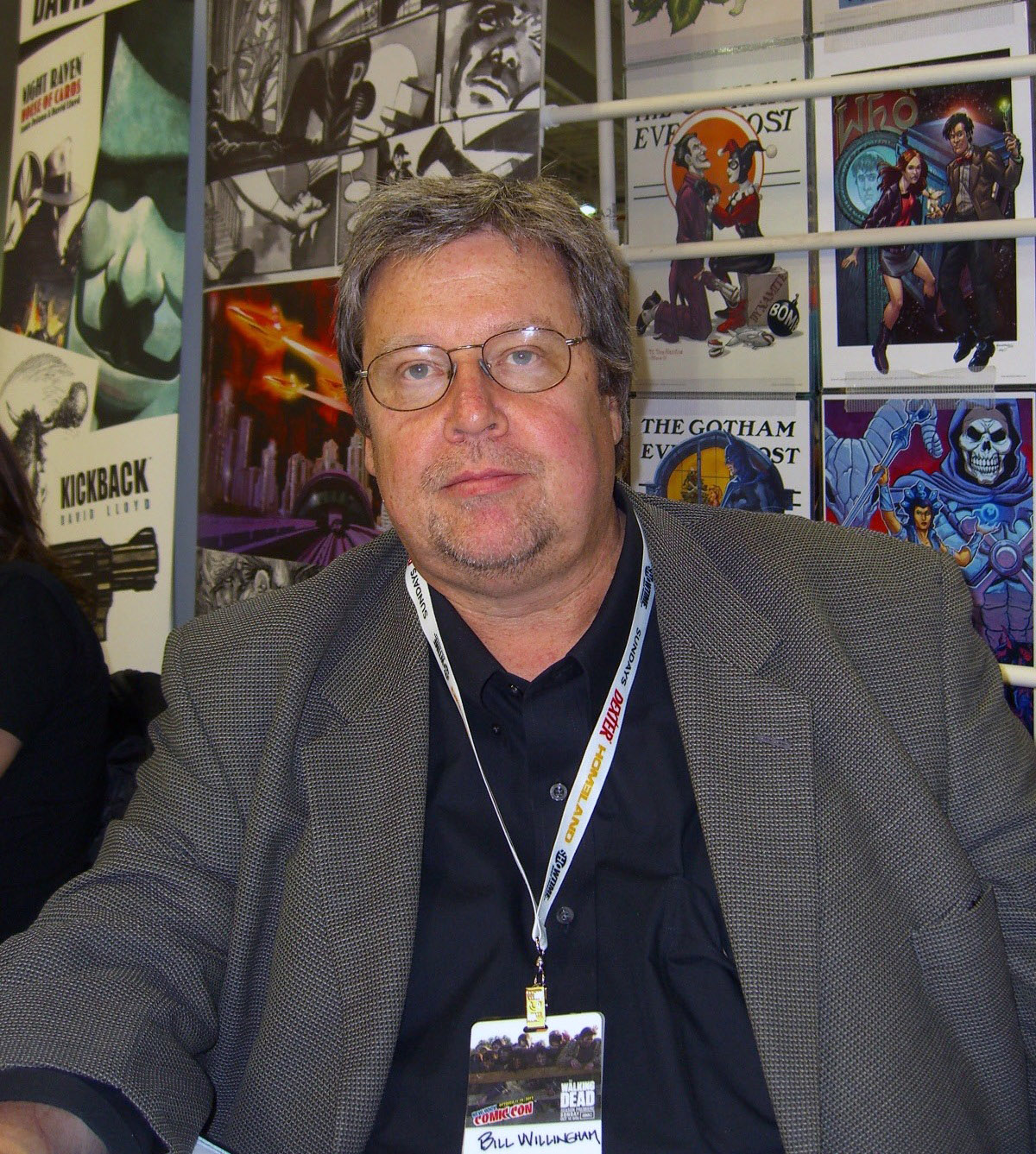
Билл Уиллингем, автор комиксов Fables и Batman vs. Bigby! A Wolf in Gotham

Комикс Batman vs. Bigby! A Wolf in Gotham издавался ограниченной серией из 6 выпусков. Публикацией занималось издательство  DC Comics посредством созданного в 2018 году импринт DC Black Label. Сценаристом выступил автор комиксов Fables — Билл Уиллингем. Основным художником был Брайан Левел. Серия предзнаменовала возрождение Fables, которое началось в мае 2022 года. На одном из съездов Марк Дойл, исполнительный редактор DC Black Label, предложил Уиллингему сделать что-то к юбилею Fables. Билл ответил, что это должен быть комикс про Бэтмена и Бигби. Автор признавался, что хотел сделать такой кроссовер ещё со старта Fables. Его привлекала возможность свести двух детективов из разных миров. Он понимал, что его лор «позволит найти множество способов ввести Бигби Волка во вселенную DC».
Первый выпуск Batman vs. Bigby! A Wolf in Gotham вышел 21 сентября 2021 года. По данным сайта Comichron, на территории Северной Америки за первый месяц было продано около 27 000 его копий. Таким образом он занял 110 место из 454 представленных данных о других комиксах. Выпуск второго номера состоялся 19 октября того же года, и за первый месяц в Северной Америке продалось около 22 000 копий. В этом месяце комикс спустился на 111 место среди 354 публикаций, о которых есть данные о продажах. Оставшиеся выпуски также выходили каждый месяц, в ноябре-декабре 2021 года и январе-феврале 2022 года. Информация о количестве продаж этих номеров на Comichron отсутствует. 10 мая 2022 года серия была собрана в одноимённый сборник из 160 страниц.

### Выпуски
| № | Дата выхода      | Название                                          |
| - | ---------------- | ------------------------------------------------- |
| 1 | 21 сентября 2021 | Chapter One: Bat, Wolf, Worm                      |
| 2 | 19 октября 2021  | Chapter Two: Blow the House Down                  |
| 3 | 16 ноября 2021   | Chapter Three: Enthusiast's Guide to Book Burning |
| 4 | 21 декабря 2021  | Chapter Four: Who's Afraid of the Big Bad Wolf?   |
| 5 | 18 января 2022   | Chapter Five: Boats Againts the Current           |
| 6 | 22 февраля 2022  | Chapter Six: Wild Animals                         |

### Сборники
| Название                           | Тип            | Дата выхода | Собранный материал                      | Кол-во страниц | ISBN                      |
| ---------------------------------- | -------------- | ----------- | --------------------------------------- | -------------- | ------------------------- |
| Batman vs. Bigby! A Wolf in Gotham | Мягкая обложка | 10 мая 2022 | Batman vs. Bigby! A Wolf in Gotham #1-6 | 160            | 9781779515254, 1779515251 |

## Отзывы и критика

Динамика оценок выпусков на Comic Book Roundup

На сайте-агрегаторе рецензий Comic Book Roundup серия имеет среднюю оценку в 7,1 баллов из 10 возможных на основе 39 отзывов. Самую низкую оценку (6,8 из 10) имеет последний выпуск, самую высшую (7,3 из 10) — второй выпуск. Эшли Лэнд из Comic Book Resources включил Batman vs. Bigby! A Wolf in Gotham в топ 10 лучших комиксов импринта DC Black Label на 8 место. Журналист отметил, что кроссовер «отлично перенёс мир Fables на улицы Готэма, а битва между Бэтменом и Бигби произвела настоящий фурор».
Ханна Роуз из CBR, обозревая дебютный выпуск, отмечала в нём «гнетущую атмосферу». Она подчёркивала, что художникам удалось нарисовать мрачный Готэм, «пронизанный разбитыми окнами, потрескавшимися стенами, мусором, случайными обрывками газет», не сделав его отталкивающим для читателя. Однако ей не понравились некоторые сценарные приёмы. Иногда Бэтмен начинает «действовать очень резко и импульсивно, на что может быть трудно смотреть». Также Роуз акцентировала своё внимание на клишированной сцене, в которой читателя пытаются заставить сопереживать жертве злодеев: когда банда Книжного червя допрашивает своего заложника, демонстрируются изображения, как он проводил время со свей семьёй. Журналистка посчитала, что такой ход «лишает сцену реального напряжения». Саянтан Гайен с того же ресурса рецензировал финал серии. Он написал, что «Fables Билла Уиллингема начинались с сильным сюжетом», «однако по мере развития истории он, кажется, истощился». Критик отметил, что у Batman vs. Bigby! A Wolf in Gotham такая же проблема. Рецензент также посчитал, что «диалоги звучат плоско и повторяются», но, тем не менее, похвалил жёсткую драку в начале выпуска и был рад, что наконец все тайны стали явными. 
Обзор на дебютный выпуск также публиковался на сайте ComicBook.com вместе с другими новинками недели. Чейз Магнет дал выпуску 3 балла из 5 и подчеркнул, что Брайан Левел смог «уловить бо́льшую часть стиля», присущую Fables. Журналист посчитал, что кроссовер делает упор всё же в сторону Бигби, нежели чем в сторону Бэтмена. Бенджамин Новоа из AIPT, рассматривая первый выпуск, написал, что «несмотря на некоторые недостатки», он достоин похвалы. В своём итоге одной из сильных сторон комикса критик называл весомое количество отсылок к оригинальным Fables; из минусов он выделял то, что стиль рисунков может меняться от страницы к странице, и наличие клишированных комиксных тропов.